# Smolenický zámek
Smolenický zámek je slovenský hrad, který se vypíná nad obcí Smolenice na úpatí Malých Karpat v okrese Trnava. Je to nejnovější zámek na území bývalého Československa, neboť byl dostavěn až v roce 1953. Od té doby slouží až dodnes jako reprezentační a kongresové centrum Slovenské akademie věd.

## Historie

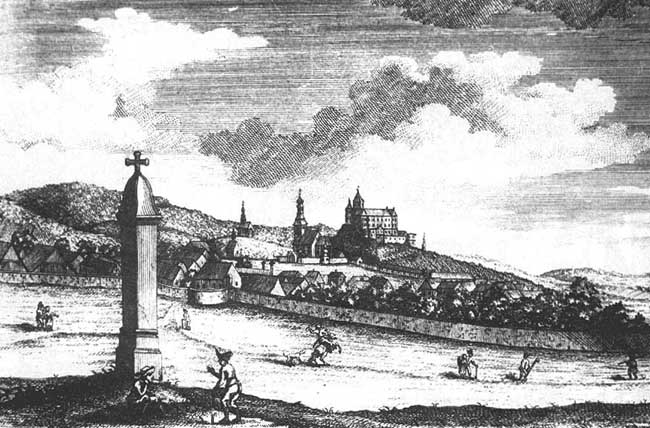
Rytina Smolenického zámku z první poloviny 18. století

Na místě dnešního zámku stával původně středověký hrad, postavený ve 14. století jako poslední z řady pevností, jež chránily malokarpatské průsmyky. Na hradě, jenž byl původně královským majetkem, se vystřídala řada majitelů.
Roku 1388 připadl na základě darovací listiny císaře Zikmunda vévodovi Ctiborovi ze Ctibořic a Beckova.
Od poloviny 15. století vlastnili hrad i obec hrabata z Pezinku a Svätého Jura.
V 16. století přešel do majetku rodu Orzságů a posléze Erdödyů, kteří jej vlastnili téměř dvě století.
Roku 1777 přebral hrad a celé smolenické panství hrabě Ján Pálffy. V té době již byl hrad neobydlený a chátral, protože Erdödyové neměli na jeho údržbu peníze. Jelikož zde Pálffyové nesídlili, pustnutí hradu pokračovalo.
V období napoleonských válek počátkem 19. století stavba vyhořela a z původního gotického hradu zůstala jen část vnějšího opevnění a pětiboká hlavní věž. Původní bašty dostaly patrovou nástavbu a byly zastřešeny.
K budování současné podoby Smolenického zámku přikročil hrabě Pálffy až počátkem 20. století. V roce 1911 zde začal ve vlastní režii budovat rodinné sídlo v novogotickém stylu podle historizujícího návrhu architekta Jozefa Huberta, jemuž sloužil za vzor rakouský hrad Kreuzenstein. Ze starého hradu byla při přestavbě zachována jen část vnějšího opevnění. Na realizaci druhé etapy projektu od mnichovského architekta Paula Reitera se v letech 1888-1911 podílel také Ignác Alpár. Vzhledem k 1. světové válce musely být práce přerušeny.
V období po 1. světové válce došlo k provizornímu zakrytí části prostor a byl sem převezen rodový archiv. Rodu Pálffyů patřil hrad až do roku 1945.
V dalších stavebních úpravách se pokračovalo až poté, co zámek převzal do svého vlastnictví stát. Zámek byl dokončen za použití moderních stavebních metod, takže klenby, věž a řada dalších prvků jsou ze železobetonu. V roce 1953 pak byl zámek předán do užívání Slovenské akademii věd.

## Současnost

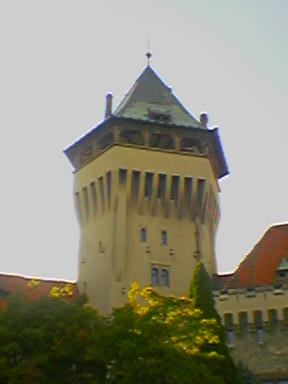
Pohled na věž zámku z nádvoří

Interiéry, jež byly vybudovány ještě za hraběte Pálffyho, jsou „provedeny v duchu romantické neogotiky“. Novější interiéry pak již celé odpovídají duchu 50. a 60. let, jak ukazují keramické obklady a podlahy z broušeného teraca.
Vzhledem ke skutečnosti, že zámek je majetkem SAV, je pro veřejnost zpřístupněn jen částečně – zahrady, nádvoří, vybrané místnosti. Od brány vede na věž 156 schodů.
Pro svůj romantický vzhled bývá zámek často využíván filmaři, především pro natáčení pohádek.